# Messico ai Giochi della XXVII Olimpiade
Il Messico partecipò ai Giochi della XXVII Olimpiade, svoltisi a Sydney, Australia, dal 15 settembre al 1º ottobre 2000, con una delegazione di 78 atleti impegnati in diciannove discipline.